# Še zgodb
Še zgodb! 50 zgodb, ki so jih napisali Šentjurčani je zbirka petdestih biografij o znanih osebah, ki so bile rojene ali delovale v Šentjurju in okolici oz. na območju zdajšnjih občin Šentjur in Dobje. Uradna predstavitev knjige je potekala 5. maja 2022 v Ipavčevem kulturnem centru Šentjur. Biografije so zapisali številni Šentjurčani, prav tako so ilustracije vseh delo več avtorjev.

## Biografije
| - Daniel Artiček, - Jože Brilej — Boljko - Rudolf Bukšek - Stanko Buser - Mara Čop-Berksova - Josip Čretnik - Rudolf Dobovišek - Leon Dobrotinšek - Alojzij Drobež - Štefka Drolc | - Karel Ferlež - Rudi Ferlež - Jeanette Foedransperg - Jože Gaberšek - Edvard Goršič - Franc Guzej - Razbojnik Guzaj - Jožef (Josip) Hašnik - Alojz Ipavec - Benjamin Ipavec - Franc Ipavec | - Gustav Ipavec - Josip Ipavec - Josip Karol Gustav Ipavec - Katarina Ipavec - Jakob Jakopin — Japec - Alfonz Jurše - Goce Kalajdžiski - Herbert Kartin - Adam Kincl - Blaž Kocen | - Niko Kuret - Dušan Kveder — Tomaž - Davorin Lesjak − Tine - Janko Liška - Franjo Malgaj - Jože Mastnak — Marjan - Valentin Orožen - Volbenk Pajk - Malčka Podgoršek - Franc Raztočnik | - Dragotin Ferdinand Ripšl - Anton Martin Slomšek - Franc Aleksander Svetina - Aci - Franc Svetina - Davorin Trstenjak - Rafko Vodeb - Ana Wambrechtsamer - Borivoj Wudler - Mihael Zagajšek - Miloš Zidanšek — Vencelj |